# Max Dominicé
Max Dominicé (* 14. April 1901 in Genf; † 18. November 1975 ebenda) war ein Schweizer evangelischer Geistlicher.

## Leben

### Familie
Max Dominicé war der Sohn des Bankiers Frédéric Dominicé (* 27. Januar 1868 in Genf; † 7. Februar 1938 ebenda) und dessen Ehefrau Marie (* 30. Juni 1874 in Genf; † 20. September 1950 in Genthod), eine Tochter des Physikers Édouard Sarasin; er hatte noch einen jüngeren Bruder.
Seine Tante Marguerite Jeanne Dominicé (1859–1904) war mit dem Juristen Alfred Gautier (1858–1920) und seine Tante mütterlicherseits, Madeleine Émilie Sarasin, war mit dem Musiker Pierre Maurice (1868–1936) verheiratet. Sein Onkel Charles Sarasin (1870–1933) war Kommandant des 1. Armeekorps.
Seit 1928 war er mit Madeleine (* 13. Juni 1905; † 2002), Tochter des Politikers François-Jules Micheli (1876–1929) verheiratet; von seinen Kindern ist namentlich bekannt:
- Françoise Dominicé verheiratet mit Guy Demole (* 21. August 1933 in Bellevue bei Genf)[6], Bankier.[7]

### Werdegang
1919 immatrikulierte sich Max Dominicé an der Universität Genf zu einem Studium der Naturwissenschaften, dass er 1921 beendete; im Anschluss studierte er von 1921 bis 1925 Theologie an der Theologischen Fakultät der Freien Evangelischen Kirche. Er setzte sein Theologiestudium 1926 an der Universität Marburg sowie von 1926 bis 1927 in Munster im Elsass fort.
Von 1927 bis 1928 war er Pfarrer der französischen Kirche in Edinburgh, anschliessend war er von 1928 bis 1932 im Pariser Arbeiterquartier Belleville tätig; in dieser Zeit erfolgte 1929 seine Ordination in Genf.
Er war als Pfarrer der Genfer Assemblée chrétienne évangélique von 1932 bis 1936 tätig, bevor er als Pfarrer von 1936 bis 1959 in der Kirchgemeinde des Genfer Ortsteils Saint-Gervais amtete.
Ab 1959 war er bis 1966 Generalsekretär der evangelisch-reformierten Landeskirche.

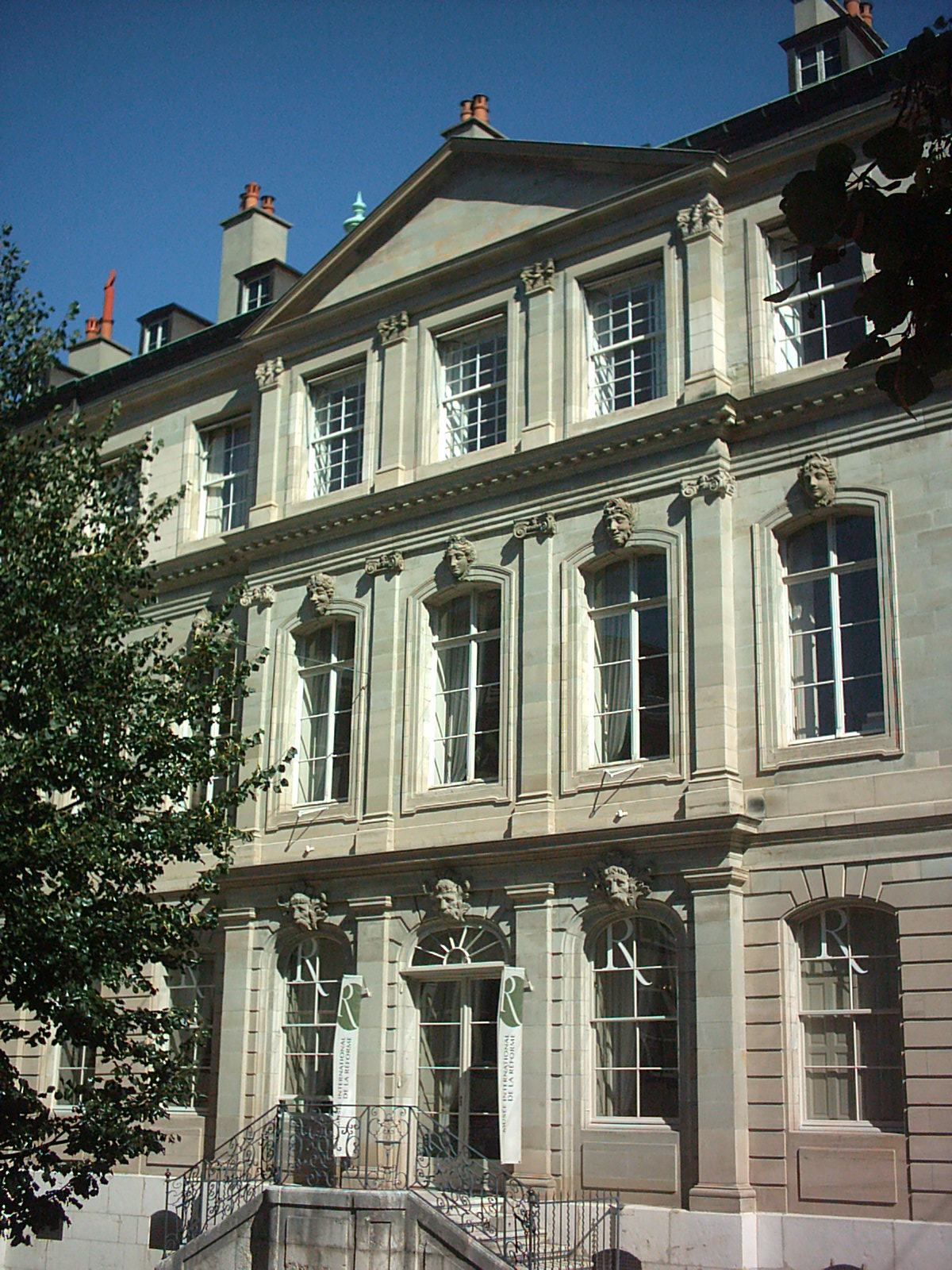
Internationales Museum der Reformation

### Berufliches und geistliches Wirken
Die 1929 vorgelegte Dissertation Quelques traits de l'humanité de Jésus-Christ dans les commentaires de Calvin sur le Nouveau Testament, mit der Max Dominicé zum Dr. theol. promovierte, fand insbesondere bei seinem Lehrer Karl Barth Beachtung.
Er beschäftigte sich in der ersten Hälfte des 20. Jahrhunderts intensiv mit Johannes Calvins Theologie und veröffentlichte unter anderem 1933 L’humanité de Jesu Christ.
In den 1930er Jahren regte er an, dass Geneviève Micheli ihr Gut (heute: Communauté de Grandchamp) ganzjährig für Gebete und Retraiten öffnen sollte.
1948 war er Mitglied der Synode sowie 1951 der Exekutivkommission und von 1948 bis 1951 war er Moderator der Compagnie des pasteurs.
1959 stiess er ein Projekt zur Gründung eines Museums der Reformation an und entwarf zu Beginn der 1960er Jahre ein Konzept zu diesem Museum, das später durch Olivier Fatio (* 1942) umgesetzt wurde und dazu führte, dass am 15. April 2005 das Internationale Museum der Reformation in Genf eröffnet wurde.
Unter anderem pflegte Max Dominicé eine Freundschaft zu dem Philosophen Denis de Rougemont.
Er war einer der wichtigsten Wegbereiter der Anpassung des Genfer Protestantismus an die Herausforderungen der modernen Zeit.

## Schriften (Auswahl)
- Quelques traits de l'humanité de Jésus-Christ dans les commentaires de Calvin sur le Nouveau Testament. Lausanne 1929.
- L’humanité de Jesu Christ. Paris, 1933.
- Max Dominicé; Ernest Edouard Meyer: L'Eglise, milice du Christ. Genève: Eglise nationale protestante de Genève, 1936.
- Jacques Pannier; Max Dominicé: Institution de la religion chrestienne. Paris: Les Belles lettres, 1939.
- Max Dominicé; Charles van Berchem: L'aménagement de la haute ville: occasions de travail. Genf, 1940.
- Prière pour les autorités. Genf 1948.
- Marguerite Maire; Edmond Barde; Max Dominicé: Temples de Genève. Genève: A. Jullien, 1950.
- Les locaux successifs du Consistoire et de la Compagnie des pasteurs. Genf 1952.
- Ce que nous devons à Calvin. 1964.
- La Réforme et nous. Genf, Labor et Fides, 1972.
- Jürgen Fangmeier; Max Dominicé: Le théologien Karl Barth: un témoin du Dieu libre et de l'homme libre. Genève: Labor et Fides, 1974.